# Таро Жана Додаля

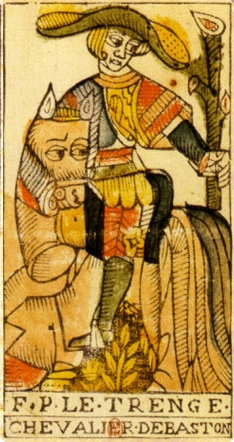
Король жезлов

Колода Жана Додаля принадлежит к Марсельскому образцу Таро и была опубликовано в Лионе в 1701 году. Важность колоды проистекает из того факта, что в ней зафиксирована модель карт Жана Нобле 1650 года (которая считается первой моделью Марсельского Таро) и сделала её актуальной до наших дней.

## Создание
В отличие от карт Таро ручной работы Нобле с небольшими квадратными углами, Таро Додаля предназначалось для массовой продажи, с картами обычного размера, закругленными углами, более тонкими и удобными в обращении. Была выбрана новая, более простая, более выразительная и доступная модель. Колода оказалась успешной, было выпущено большое количество копий, что, в свою очередь, привело к появлению множества других карт Таро. Вскоре колода Жана Додаля стала самой распространенной колодой Таро и практически единственной, которую можно было купить в первой половине 18 века.
Репродукции создавались с помощью техники ксилографии. После печати карты раскрашивались вручную или с помощью шаблонов.

## Характеристики
Рисунок выполнен в грубом стиле (по некоторым данным, низкого качества), что очень характерно.
Это Таро имеет некоторые существенные характерные детали, отличающие его от других современных или более поздних Таро:
- Женский персонаж Звезды беременен и виден как спереди, так и в профиль.
- Пламя Башни поднимается вверх
- На карте Влюбленный у ангела завязаны глаза.
- У Умеренности обнажена грудь.

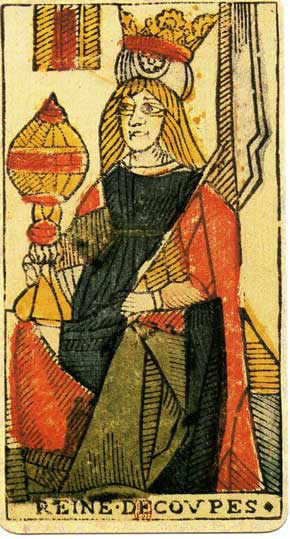
Королева кубков

С другой стороны, некоторые элементы, содержащиеся в колоде, повлияют на Марсельское Таро таким образом, что станут частью последующих сражений:
- Названия козырей (или старших арканов) написаны в нижнем квадрате (так же, как в колоде Жана Нобле)[3].
- Хотя Жан Додаль установил обычай называть старшие арканы, он оставил XIII без имени (как и у Нобле)[3].
- Дьявол изображается со вторым ликом на животе (аналогично колоде Жана Нобле)[3].
- У Шута голый зад (как и у Нобле)[3].
- Персонажи Солнца появляются обнаженными (в отличие от колоды Жана Нобле, где они одеты)[4].
- Император смотрит налево (у Нобле он смотрит направо)[4].
- Смерть смотрит направо (у Нобле она смотрит налево)[4].

Галерея старших арканов
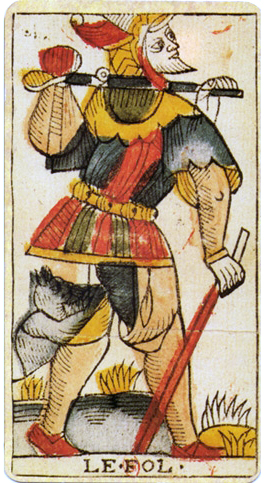
Шут
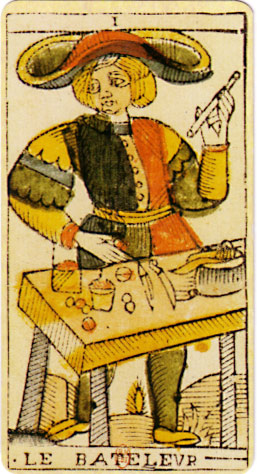
Маг
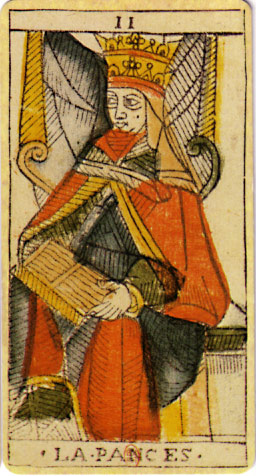
Папесса
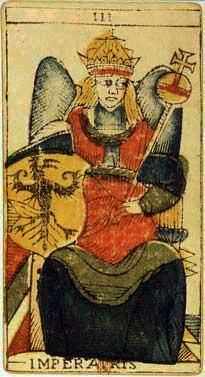
Императрица
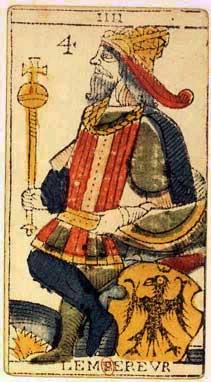
Император
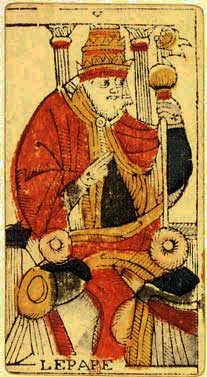
Папа
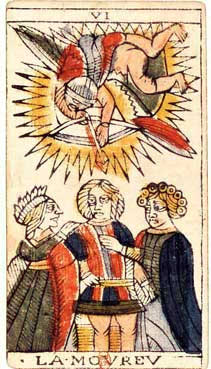
Влюбленный
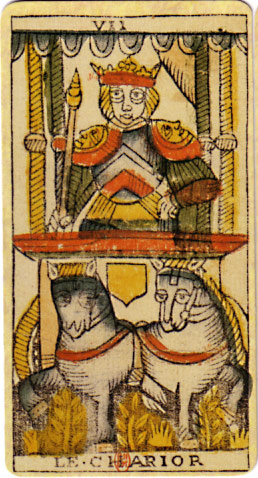
Колесница
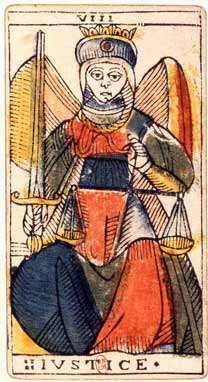
Справедливость
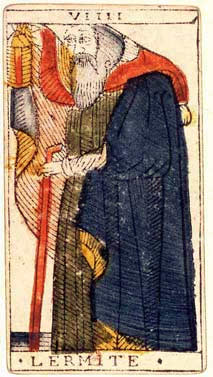
Отшельник
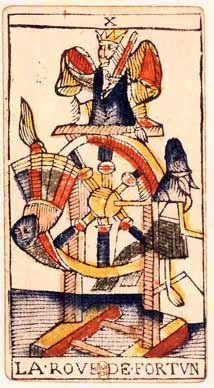
Колесо Фортуны
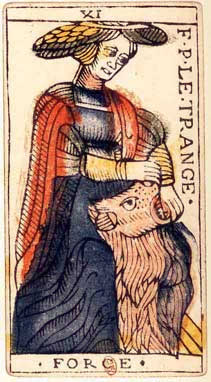
Сила
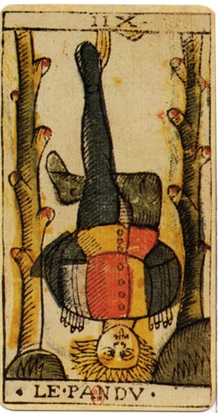
Повешенный
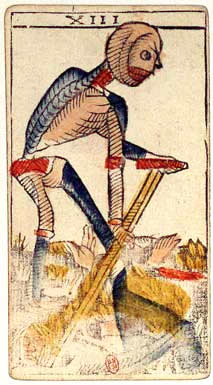
Смерть
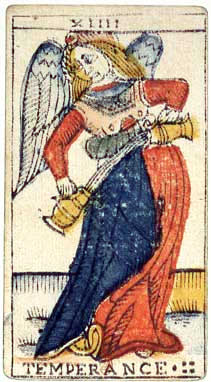
Умеренность
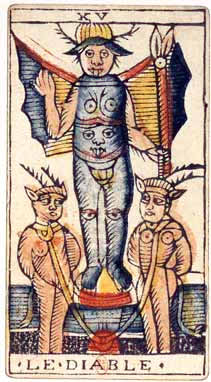
Дьявол
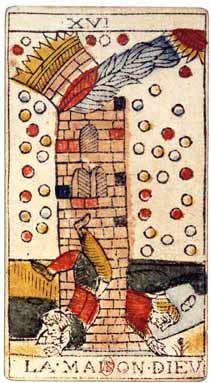
Башня
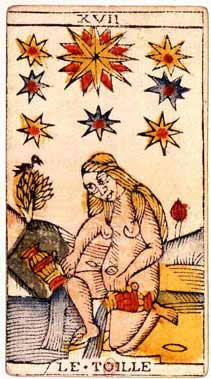
Звезда
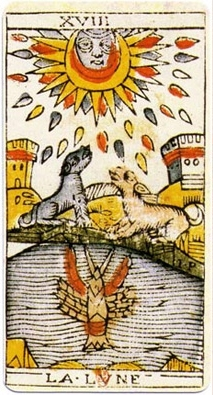
Луна
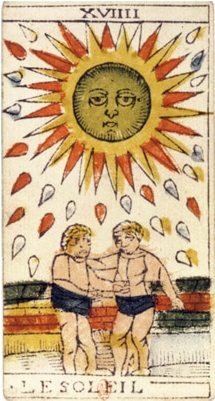
Солнце
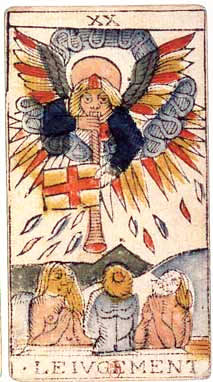
Суд
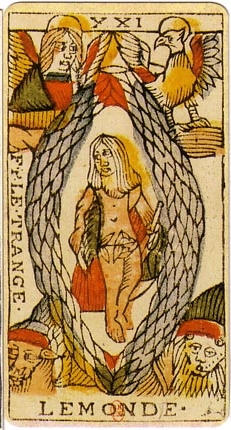
Мир